# Jernej Šugman
Jernej Šugman [jêrnej šúgman], slovenski igralec, * 23. december 1968, Ljubljana, † 10. december 2017, Podljubelj.

## Življenjepis
Jernej Šugman se je rodil 23. decembra 1968 v igralski družini; njegova starša Zlatko Šugman in Maja Šugman sta bila dramska igralca v Mestnem gledališču ljubljanskem. Njegova sestra je univerzitetna profesorica Lea Šugman Bohinc. V otroštvu je veliko časa preživel na Ljubnem ob Savinji, od koder izhaja njegova mati. Leta 1988 se je vpisal na študij dramske igre in umetniške besede na Akademiji za gledališče, radio, film in televizijo Univerze v Ljubljani, kjer je diplomiral leta 1992. Istega leta je postal član igralskega ansambla SNG Drama Ljubljana, kjer je osvojil status prvaka. Poleg mnogih gledaliških likov se je izkazal tudi v filmih (za vlogo Lenarta v Kratkih stikih je prejel nagrado Stopov igralec leta na 9. festivalu slovenskega filma 2006) in na televizijskem področju (nanizanki Teater Paradižnik  in Naša mala klinika). Velja za enega najpristnejših in kar se vlog tiče enega najpestrejših igralcev. 
S partnerico Andrejo je oče dveh otrok.

### Smrt
10. decembra 2017, slaba dva tedna pred svojim 49. rojstnim dnevom, je Šugman umrl med turnim smučanjem v Podljubelju zaradi srčnega infarkta. Kljub hitremu posredovanju gorskih reševalcev mu ni bilo več pomoči.
Po sklepu Vlade Republike Slovenije so mu 15. decembra priredili državni pogreb z vojaškimi častmi na ljubljanskih Žalah.

## Delo na TV
| Naslov            | Vloga          |
| ----------------- | -------------- |
| Teater Paradižnik | Vratar Veso    |
| Pravi biznis      | Veso           |
| Vrtičkarji        | Zdravko Mrcina |
| Naša mala klinika | Vratar Veso    |
| Trdoglavci        | župnik Ciril   |

| Naslov     | Vloga    |
| ---------- | -------- |
| Pujsa Pepa | oči pujs |

## Filmografija
- Mokuš (2000)
- Zvenenje v glavi (2002)
- Kratki stiki (2006)
- Nočno življenje (2016)
- Stekle lisice (2017)